# こどもの事情
『こどもの事情』（こどものじじょう）は、中部日本放送が製作し、TBS系列「ドラマ30」枠にて放送されていた学園ドラマ。全45回、田中律子の連続ドラマ初主演。放送期間は2007年7月2日から8月31日まで。第3週から最終回までは夏休み期間中に放送されていた。

## 概要
- ドラマ30枠において、夏の改編期（7月上旬）に合わせて制作される新番組は今作が初めてとなる。2003年まで放送されていたキッズ・ウォーシリーズの後継番組であったが2008年は製作されていない。
- 7月16日放送分は、番組自体はそのまま放送したが、この日の午前中に新潟県中越沖地震があったため、L字型画面で放送した。
- 正式名が決定する前の仮題は「おやこの事情～キッズ・ハート～」だった。

## 登場人物・キャスト

### 小田家
小田真利：田中律子
大学卒業後に大手レコード会社に就職し、その後同僚の正樹と社内結婚して寿退社する。リストラされた夫と共にラーメン屋を始めるが、家計が苦しい為、清掃会社でパートとして働く。夫正樹をリストラしたのが慎太郎だと知り、許せないでいる。会社が始めたヘルパーの仕事もすることになるが堀江家に配属される。しかし、麻紀が健人に告白して未来が不登校になった事を知ったかおるに母娘で同じ目に合わされたと言われ、堀江家の仕事を他の人に変えさせられる。働いていた清掃会社が大手に吸収合併されるのを期に辞表を出し、独立することにする。
小田正樹：柳沢慎吾
大手レコード会社に勤めていたが、自分が向いていないとわかり、会社に勧められていた依願退職を受けた後にラーメン屋を始める。しかし全く流行らなかった為にテレビの番組に応募し、ラーメンの達人にラーメン作りを教えてもらおうとするが、番組の演出に不満を持ちテレビの仕事を断る。しかしその熱意に押されたラーメンの達人に教えてもらい美味いラーメンが作れるようになる。自分をリストラに追い込んだのは慎太郎だと知りショックを受けるが、もうこの話はしないという条件で和解する。雅敏の考案した雅敏ラーメンが大ヒットし、叔父の入院でお金に困っていた健人をバイトに雇う（本来、小中学生のアルバイトは禁止されている）。ラーメン屋で健人のギターを聞いて才能を感じ、慎太郎を呼んで健人のギターを聞かせて慎太郎の会社のオーディションを受けさせる。
小田麻紀：橋本甜歌
小田家の長女。両親の現状に不満を持っており、両親に対して批判的である。常に勝ち組になる方法を考えている公立中学の2年生。原健人の事が好きだが未来と付き合っているため遠くから見る事しか出来ない。しかし、健人に好きだと告白してしまい、気まずくなったために未来に正直に告白するが、未来に「もう友達じゃない」と絶交され、どうしたらいいか分からなくなる。しかし登校してきた未来にずっと友達だからと言われ涙を流す。クラスメイトが健人の歌を聞きたがっていると感じたため教室でコンサートを企画する。
小田雅敏：小阪風真
小田家の長男。父親譲りののんびり屋。公立小学校の5年生。ポテトチップス入りの雅敏ラーメンを考案する。

### 堀江家
堀江かおる：中島宏海
かつてレコード会社で働いており、真利・正樹・慎太郎とはその同僚。慎太郎と社内結婚して退社。かつて慎太郎が真利に好意があったので真利に対して嫉妬している。ボランティアで日本語教師をすることになり、真利の会社でホームヘルパーを雇う事にするが真利が配属されてくる。娘の事で真利と言い争いになりヘルパーを他の人に変えさせる。娘と気持ちが通うようになり、気持ちが穏やかになり、雅敏を通じて真利に謝罪する。
堀江慎太郎：デビット伊東
大手レコード会社の敏腕プロデューサー。妻かおるとは社内結婚だが、真利に好意をもっていた。同僚だった正樹とは性格が正反対だったが仲が良かった。しかし正樹をリストラ候補に挙げリストラに追いやった本人である。そのため2年間苦しみ、正樹にその事を伝えてからは小田家とは微妙な関係に。正樹に頼まれて健人のギターを聴き才能があると感じたためオーディションを受けさせ合格させる。健人のデビューに向け着々と準備を進めるが、健人がDVDの撮影をドタキャンし、デビューも辞めることになったため、その責任を取らされる形で子会社に出向（左遷）させられる。
堀江未来：後藤果萌
堀江家の長女。名門の私立中学校に通っていたが、イジメにあって麻紀のいる公立中学校に転校し、麻紀と同じクラスになる。原健人を好きになり告白し付き合うようになるが親に反対されている。それが原因で家を飛び出し小田家に泊り込むが慎太郎に友達としてなら付き合いを認めると言われ家に帰る。健人のデビューが決まって父親が健人を商売道具としか見ていない事に不安を覚える。麻紀が健人に告白した事を知って麻紀と絶交し、健人に別れを告げられて別れ登校拒否になる。健人と話し合い学校に登校してくるようになり、麻紀と仲直りする。母親から自分の父親が真利の事を好きだったので、真利の前に行くと負けた気になると聞かされ初めて母親の気持ちを理解する。子会社に出向になり荒れた父親の姿を見て、自分が父親に甘えていたと自覚し、父親の気持ちも理解するようになる。
堀江大輔：斉藤臣
堀江家の長男。私立小学校の3年生。

### 学校内の人物
原健人：森田直幸
麻紀達のクラスメート。第30話の履歴書の内容から、生年月日は1993年5月10日。8歳の時父親が死に、母親は健人を生んですぐ男作って出て行ったため、親戚中たらいまわしにされるが叔父の徹に引き取られ育てられる。ギターが好きでいつか音楽で成功したいと思っている。堀江未来と付き合っているが、未来の両親に反対されている。慎太郎のレコード会社のオーディションを受け合格しデビューが決まる。徹が死んで珠美も出て行き独りぼっちになるが、実の母親の話を聞き、母親の元に行く事を決意する。慎太郎によるプロモーションや歌う歌詞など、自分がやりたいのとは違う方向へ進んで行っていることに悩み、DVDの撮影をドタキャンし、デビューも辞めることにする。DVD撮影にはクラスメイトも出演するはずだったので、翌日クラスメイトから集中砲火を浴びる。そして、クラスメイト達が健人の歌を聞きたがっていると知った麻紀の提案で教室でコンサートを開く。
川端祐介：鈴木駿
麻紀達のクラスメート。アニメオタクで小田麻紀の事が好き。父親に暴力を振るわれている。父親に無理やりインターナショナルスクールに転校させられそうになり、麻紀に告白するがフラれる。麻紀や未来が母親に転校させないように頼み込み、次のテストで平均80点以上とるという条件で転校しない事になった。そのためカンニングをしようとするが失敗し、カンニングペーパーを健人の所に落としてしまい、事態を察知した健人がそれを足で隠すが見つかってしまい健人がカンニングしたと疑われる。最初はとぼけていたが自分がやったと認める。麻紀はそれが原因で転校させられるんじゃないかと心配するが本人は全く反省しておらず麻紀を怒らせるが、「俺を低く見るのもいい加減にしろよ」と逆切れ。そして父親を殴ってしまい、麻紀に助けを求め父親を見返す決心をする。
佐藤光治：石原英秀
麻紀達のクラスメート。仲良しグループの碧を無視していたが、碧と引き換えに自分が無視される事になり、麻紀達のグループが助けてあげる。他の子を無視する事でグループに復帰させようとしたがそれを断った。
長谷川碧：高木千佳
麻紀達のクラスの委員長。仲良しグループから無視され麻紀達と仲良くしようとするが、佐藤光治を無視する事でグループに復帰し、佐藤を無視するようになる。
安藤和也：渥美貴士
長谷川碧や佐藤光治達と仲良しグループだったが、碧や光治をグループから無視させた。
山崎修平：伊藤瞭
麻紀達のクラスメート。人からナメられない様に必死でつっぱっている。
田辺美緒：伊藤麻衣
麻紀達のクラスメート。妊娠したかも知れないと麻紀に相談し、妊娠検査薬を買って来て調べるが、結果は陰性だった。しかし、この検査薬の箱を麻紀が持ち帰ったせいで小田家が大騒ぎに。
木村宏治：古澤蓮
麻紀達の担任の先生。生徒から全く頼りにされていない。川上静香とは中学の同級生。
藤原先生：手塚学
麻紀達の学校の先生。生徒から嫌われている。
香取教頭：小島範子
麻紀達の学校の教頭。
梶本小百合：石河美幸
麻紀達の学校のPTA会長。

### 周辺の人物
川上静香：藤田瞳子
麻紀や祐介、長谷川碧達の仲良しグループが通う塾の先生。元ヤンでヤンキーっぽいが根はいい人。麻紀達の担任木村とは中学の同級生。
原徹：加藤久雅
健人の叔父で健人の保護者。骨肉腫になり足を切断し入院するが危篤状態になり息を引き取る。
栗林珠美：西本はるか
徹の恋人で水商売をしており徹や健人と一緒に暮らしている。徹が入院して健人と2人で住んでいるため学校やPTAで問題になる。徹が危ないと知って徹と別れアパートを出て行く。
平田奈美子：円城寺あや
原健人の実母。健人を生んですぐ男を作って出て行き健人が１歳の時に離婚し、健人を引き取ろうとするが、なかなか健人が自分の元にくるとは言ってくれず、徹が死んで本音で話し合った結果引き取れることになり、一緒に暮らすようになる。
片岡絹代：山田スミ子
小田真利のパート先の清掃会社の社長。会社が大手の清掃会社に吸収合併されるため、社長ではなく雇われの身になる。
丸山美智子：纐纈麻子
小田真利が働いている会社の同僚。認知症の父親の介護のため働いている。真利が独立すると聞いて自分も真利の会社に移ることにした。
西田良美：もたい陽子
真利の同僚で、愛する彼氏のためにパートで働いている。真利が独立すると聞いて自分も真利の会社に移ることにした。
尾形道久：坂西良太
ラーメンの達人。テレビの企画で正樹にラーメン作りを教えていたが、正樹がテレビの仕事を断ったため教える事がなくなった。しかし正樹の熱意に押されラーメン作りを教える。
溝口綾：林由莉恵
落ち目のアイドル。デビュー当時は正樹が担当していたが本人は全く覚えていない。妊娠5ヶ月となり仕事を休業する。
川端紀子：西山諒
祐介の母。ボランティア活動をしているが他人に良く見られようと必死。
佐藤敏子：石黒志伸
光治の母。真利の会社にパートとして入ってくるが、真利の娘の麻紀が光治をイジメていると勘違いし、真利に邪険な態度をとる。しかし、誤解だと分かり仲良くなるが、研修期間を終え一般家庭専属に配属される。
レコード会社社員：湯浅浩史
慎太郎が勤めていたレコード会社の社員。

### ゲスト
つボイノリオ
小田真利がパートの面接に行ったメイドカフェの社長（第1話のみ出演）
伊沢勉
正樹が応募したテレビ番組『崖っぷちラーメン屋』のオーディションの審査員。
木村庄之助
ラーメン屋の常連客の1人。
平田：高橋長英（特別出演）
奈美子の再婚相手。奈美子と一緒に健人を引き取ろうとし、引き取った。
SaCo、和教（少年カミカゼ）
ラーメン店の客として出演（7月31日）
高岡亜衣
カフェの客として出演（8月23日）
古田：にわつとむ
正樹が健人の代わりにアルバイトを募集して応募してきた。一流大学を出ているが、人に頭を下げるのが嫌いで勤務態度も悪く、正樹がお使いを頼んだらそのまま帰ってこなかった。次の日お金を返しに来て、一緒に迷惑料を持ってきたが正樹は受け取らず、正樹に怒られ逆切れし立ち去る。（36話、37話）
作家風客：田口計（友情出演）
ラーメン屋の客。正樹が学校で話す原稿を読んだ時、感想を言う。（41話）

## 主題歌
主題歌
少年カミカゼ「Altair 〜キミと出逢えたこと〜」（ビクターエンタテインメント）
エンディングテーマ
高岡亜衣「こいはなび」（GIZA studio）
作詞・作曲：高岡亜衣 編曲：中野純吾（ストリングスアレンジ：池田大介）

## スタッフ
- 製作著作：中部日本放送 （CBC）
- 脚本：藤本匡介、神山由美子
- 企画・プロデューサー：大羽秀樹
- プロデュース補佐：宇佐美信治、大谷佐代
- 演出：小柳津恵一、西村信、青山貴洋

## 備考
- 堀江未来役の後藤果萌と原健人役の森田直幸は、「女王の教室スペシャル」のエピソード1とエピソード2でそれぞれキーマンを演じていた。尚、設定上の原健人の生年月日(1993年5月10日)は、同ドラマ本編で主役を務めた志田未来の生年月日と奇しくも同一である。
- 佐藤親子を演じていた石黒志伸と石原英秀は、本作品の2年前に放映された「新キッズ・ウォー」でも親子役を演じていた。